# Boa (släkte)
Boa är ett släkte i familjen boaormar med två arter som förekommer i Amerika.
En längre tid listades många arter av boaormar i släktet Boa som sedan flyttades till andra släkten, till exempel till madagaskarboaormar. Efter flytten var kungsboa den enda arten i släktet och sedan godkändes underarten Boa constrictor imperator som art.
Arterna är:
- Kungsboa (Boa constrictor)
- Boa imperator

Släktets medlemmar blir ibland längre än 3 meter.
Utbredningsområdet sträcker sig från norra Mexiko till södra Argentina, inklusive flera öar i Västindien. Habitatet varierar mellan halvöknar som liknar buskskogar och regnskogar. Arterna jagar olika fåglar och däggdjur. Honor lägger inga ägg utan föder levande ungar.